# W suscrit
Cette page contient des caractères spéciaux ou non latins. S’ils s’affichent mal (▯, ?, etc.), consultez la page d’aide Unicode.
Le diacritique w suscrit est un signe diacritique utilisé dans la transcription phonétique Teuthonista et utilisé comme variante à l’oméga souscrit ou suscrit de l’alphabet phonétique international par certains auteurs.

## Utilisation
Le diacritique w suscrit est utilisé par certains auteurs dans la transcription Teuthonista, dont notamment Arno Ruoff (de) dans un ouvrage sur le franconnien et l’alémanique. Les lettres suscrites sont utlisées pour noter des prononciations intermédiaires, par exemple bᷱ représente une consonne entre b et w, une consonne spirante labio-dentale voisée [ʋ] (décrite comme une bilabial(dentale) Spirans par Ruoff).
Dans l’alphabet phonétique international l’oméga souscrit ‹ ◌̫ › a parfois été remplacé par le w souscrit pour indiquer la labialisation. Avec les lettres descendantes, l’oméga souscrit peut aussi être remplacé par un oméga suscrit ‹ ◌᫇ ›, qui lui-même est parfois remplacé par un w suscrit ‹ ◌ᷱ ›. Après la convention de Kiel de 1989, l’oméga souscrit est remplacé par le w en exposant [◌ʷ] (déjà utilisé auparavant).